# Sedam (album)
Sedam je sedmi album bosanskohercegovačke grupe Plavi orkestar. Album je objavljen 2012. godine u izdanju Dallas Recordsa.
Nakon pauze od trinaest godina, točnije od albuma (Infinity) iz 1999. Godine 2012. Plavi orkestar objavljuje album Sedam. Jedanaest pjesama producirao je Nikša Bratoš, a kompletan autor je Saša Lošić.

## Pozadina
Tijekom 2000-ih Loša je uglavnom skladao glazbu za kazalište i film. Plavi orkestar ponovno se okupio 2009. godine. godine. Sljedeće godine bend je imao koncert u Areni u Beogradu.
Dvije godine nakon ponovnog okupljanja objavljen je dokumentarac o samom bendu. Nakon toga, u kolovozu 2011. nastupili su u Novom Bečeju.
Za doček 2012. godine grupa je nastupila u Beogradu.

## Album
Pjesma "(R)evolucija" snimljena je s Dubiozom kolektiv, a svoj doprinos dali su i članovi ovog benda. Za temu "Bi li pošla sa mnom" tekst su napisali zajedno Losić i Gibonni. Pjesma “Ti misliš da je meni lako” snimljena je u duetu s Draganom Mirković. I pjesmama “Amerika”, “Nedodirljiva”, “Život nije bajka”, “S imenom tvojim na usnama”, “Svatko od nas nosi svoju bol” Loša je potvrdio svoj istančani osjećaj za pop zvuk.
Balkan Rock je napisao da je omotnica za ovaj album posveta Beatlesima, tj. albumu Let It Be.